# Michaił Żukow (hokeista)
Michaił Siergiejewicz Żukow (ros. Михаил Сергеевич Жуков; ur. 3 stycznia 1985 w Leningrad) – rosyjski hokeista.
Jego ojciec Siergiej (ur. 1955) i wujek Andriej (ur. 1963) także byli hokeistami.

## Kariera
- IFK Arboga (2001-2003)
- HV71 (2003)
- Västerås IK (2003-2004)
- Ak Bars Kazań (2004)
- Spartak Moskwa (2004-2005)
- Ak Bars Kazań (2005-2009)
- Łada Togliatti (2009-2010)
- Siewierstal Czerepowiec (2010)
- SKA Sankt Petersburg (2010-2011)
- Spartak Moskwa (2011)
- Witiaź Czechow (2011-2012)
- Awangard Omsk (2012)
- Spartak Moskwa (2012-2012)
- Buran Woroneż (2013)
- Jugra Chanty-Mansyjsk (2013-2014)
- Nieftiechimik Niżniekamsk (2014-2016)
- Ak Bars Kazań (2016)
- Nieftiechimik Niżniekamsk (2016-2017)
- Torpedo Niżny Nowogród (2017-2018)

Od maja 2016 ponownie zawodnik Ak Barsa Kazań. Od grudnia 2016 do lutego 2017 ponownie zawodnik Nieftiechimika Niżniekamsk. Od maja 2017 zawodnik Torpedo Niżny Nowogród.

## Sukcesy
- Złoty medal mistrzostw Szwecji: 2004 z HV71
- Złoty medal mistrzostw Rosji: 1998, 2006 z Ak Barsem Kazań
- Puchar Mistrzów: 2007 z Ak Barsem Kazań
- Puchar Kontynentalny: 2008 z Ak Barsem Kazań